# 亨查尼亞山
15°31′13″S 72°20′44″W / 15.52028°S 72.34556°W
亨查尼亞山（Jenchaña），是秘魯的山峰，位於該國南部阿雷基帕大區，由卡斯蒂利亞省的安達瓜區負責管轄，屬於安地斯山脈的一部分，海拔高度3,600米。